# Chionachne
Chionachne és un gènere de plantes de la família de les poàcies, ordre de les poals, subclasse de les commelínides, classe de les liliòpsides, divisió dels magnoliofitins.

## Taxonomia
- Chionachne barbata (Roxb.) Aitch.
- Chionachne biaurita Hack.
- Chionachne cyathopoda (F. Muell.) F. Muell. ex Benth.
- Chionachne gigantea (J. König) Veldkamp
- Chionachne hubbardiana Henrard
- Chionachne javanica (Henrard) Clayton
- Chionachne koenigii (Spreng.) Thwaites
- Chionachne macrophylla (Benth.) Clayton
- Chionachne massiei Balansa
- Chionachne punctata (R.Br.) Jannink
- Chionachne sclerachne F.M. Bailey
- Chionachne semiteres (Benth. ex Stapf) Henrard